# Can Quintana (Horta)
Can Quintana fou una antiga masia del barri d'Horta de Barcelona, actualment desapareguda.

## Història i descripció
D'origen probablement del segle xvi, perquè uns finestrals gòtics ben conservats. Situada al passeig Universal, els terrenys de la finca anaven fins al carrer del Canigó, i des del passeig de Valldaura fins al carrer deFeliu i Codina. Tenia bosc, torrent, la font i un aqüeducte, conservat en part.
Va ser enderrocada el 1958, i als seu terrenys s'hi construí l'hospital de la Mare de Déu de la Mercè, residència de gent gran i psiquiàtrica regentada per les Germanes Hospitalàries del Sagrat Cor de Jesús.